# El Bongo
El Bongo est un corregimiento situé dans le district de Bugaba, province de Chiriquí, au Panama. En 2010, la localité comptait 1 448 habitants.